# Mura di Bivona
Le mura di Bivona costituivano il sistema difensivo e la cinta muraria di Bivona, comune italiano della provincia di Agrigento in Sicilia.

## Storia
La cinta muraria di Bivona risale alla prima metà del XIV secolo: nel 1358, infatti, il paese fu classificato come terra, che indicava un abitato cinto di mura e munito di un castello; nella Descriptio Feudorum di re Federico III, risalente ai primi anni del Trecento, Bivona era ancora indicata come casale, cioè un abitato aperto e a carattere agricolo.
La necessità di innalzare le mura difensiva del paese fu dovuta all'espansione demografica di Bivona nel periodo della guerra del Vespro: divenuta una cittadina di media grandezza già nella prima metà del Trecento, il castello non era sufficiente a fornire la dovuta protezione agli abitanti e si rese necessaria l'erezione della cerchia muraria.
Le mura di Bivona cinsero il nucleo più antico della città almeno fino alla fine del Cinquecento.

## Descrizione
Il circuito delle mura di Bivona può essere ricostruito grazie alla presenza di documenti in cui è citata l'esistenza di alcune chiese o cappelle intra ed extra moenia o di toponimi in uso in età medievale. Il perimetro delle mura costituisce, grosso modo, il centro storico cittadino: la struttura urbanistica assai irregolare di questa parte dell'abitato si distingue nettamente dai quartieri del paese costruiti successivamente.

### Tratto settentrionale

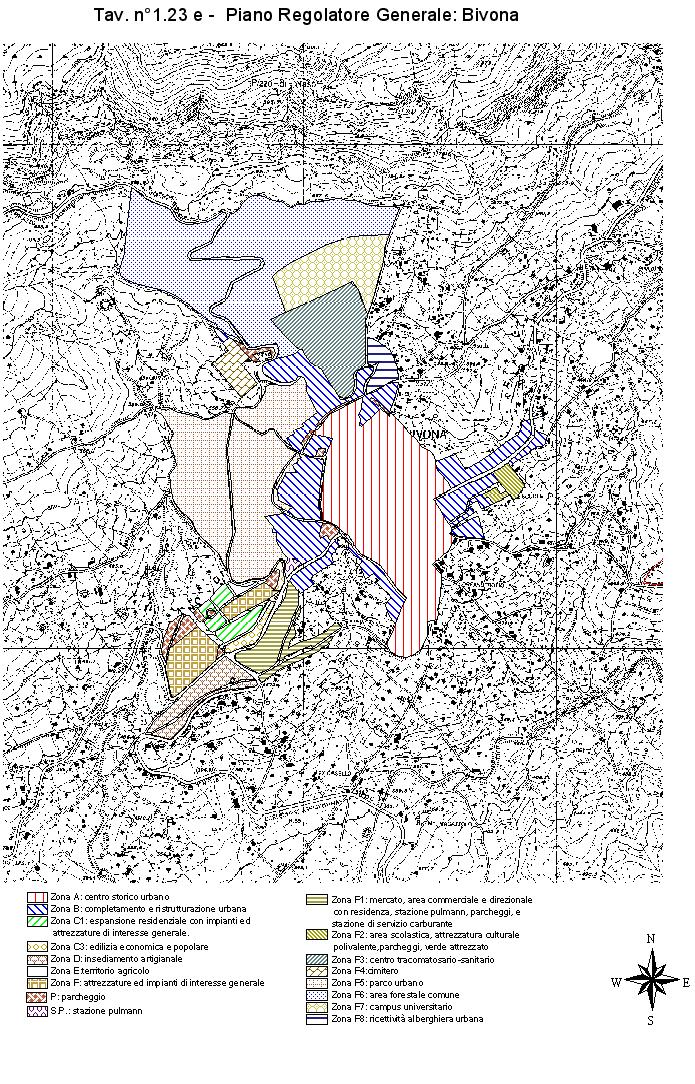
Il Piano Regolatore Generale di Bivona: la zona A corrisponde al centro storico urbano, anticamente cinto dalle mura cittadine

Il tratto settentrionale delle mura, identificabile con la cortina di case di via Sirretta, formava verosimilmente un unico sistema difensivo con il castello; al di fuori delle mura, in prossimità dei quartieri Castello, Fontanza Pazza e Sant'Agata, si trovava il quartiere denominato Rabatello, che nei paesi siciliani indica un sobborgo posto fuori la cerchia muraria.

### Tratto occidentale
Nel tratto occidentale insisteva la cosiddetta Porta dei Cavalieri, attestata fino al XVII secolo, nonostante non svolgesse più la sua funzione originaria. Fino alla seconda metà del Novecento erano visibili i ruderi di un bastione appartenuto alla parte occidentale delle mura cittadine; il bivonese Giovan Battista Sedita, nel 1909, affermò:
(Giovan Battista Sedita, Cenno storico-politico-etnografico di Bivona, 1909)

### Tratto meridionale
La parte meridionale delle mura si trovava poco a valle della chiesa madre chiaramontana; un rogito del 1488 ne conferma tale localizzazione:
Nel tratto sud-occidentale doveva esserci una postazione di guardia, come attestato dal toponimo Garita (documentato per la prima volta nel 1593), il cui significato, "torretta di legno per il ricovero delle sentinelle", rimanda al sistema di fortificazioni. Ancora oggi un quartiere bivonese è denominato dei Garitani.

### Tratto orientale
Il tratto orientale si trovava nei pressi del fiume Alba, che attraversava da nord a sud il paese lungo le attuali via Lorenzo Panepinto e piazza Guglielmo Marconi. Al di fuori di questo tratto di mura fu costruita la chiesa di Santa Rosalia, come descritto in una lettera del 1607:
I resti delle mura orientali erano ancora visibili fino alla prima metà del XIX secolo: sono citati, infatti, in documenti del 1714, del 1752 e del 1838.

## Porte

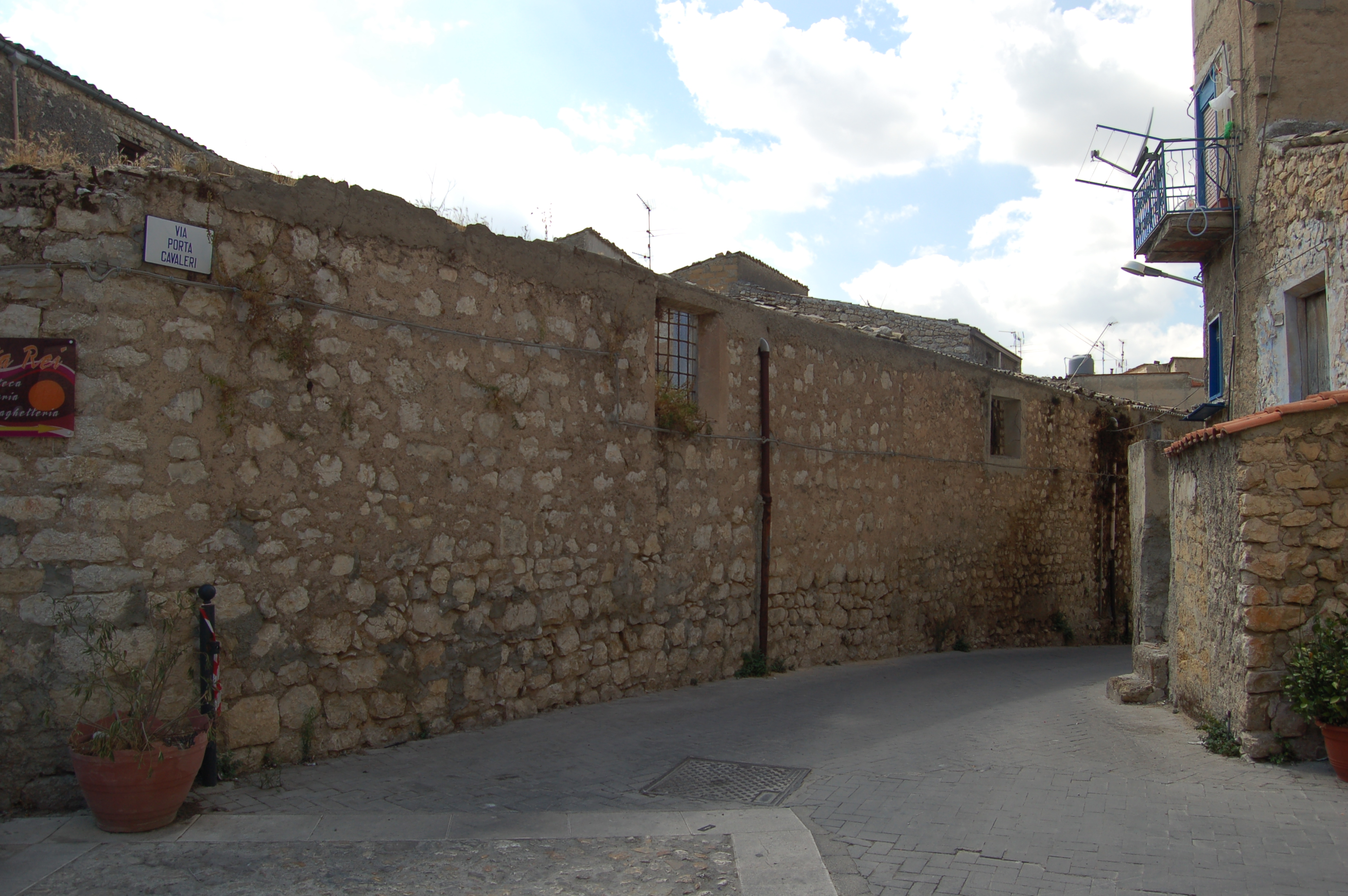
Via di Porta Cavalieri: l'odonimo è l'ultima testimonianza dell'esistenza dell'omonima porta

Le porte, poste in corrispondenza delle vie di accesso nel paese, dovevano essere almeno quattro, anche se ne risultano documentate solo due (Porta dei Cavalieri e Porta dei Ferri).
- Porta dei Cavalieri, nel tratto occidentale delle mura: si trova notizia di essa in alcuni documenti del XVI secolo ed esisteva ancora nel 1664. La porta si trovava in corrispondenza della via che da Bivona conduceva verso Burgio e Sciacca[6]. Il toponimo, di origine incerta, si riscontra anche nel nome di una porta della cinta muraria medievale di Agrigento[5].
- Porta dei Ferri, nel tratto orientale delle mura: documentata in un atto notarile del 1547[13] e in uno del 1555[14], da essa iniziava la via che conduceva a Santo Stefano, Cammarata e Palermo[15]. Il toponimo potrebbe indicare la presenza di ferraioli nel quartiere[16].
- Porta meridionale, di cui si sconosce il nome: si trovava in corrispondenza della via per Girgenti, nei pressi della vecchia chiesa madre chiaramontana[15].
- Porta settentrionale, di cui si sconosce il nome: al di fuori delle mura settentrionali si trovava il quartiere Rabatello[15].

A Bivona esistono, inoltre, due toponimi, Porta Palermo e Porta Vecchia, che, riscontrandosi per la prima volta nella toponomastica cittadina nella seconda metà dell'Ottocento, non dovrebbero riferirsi ad antiche porte esistenti lungo il circuito murario del paese.